# Rio Bresnic
O Rio Bresnic é um rio da Romênia afluente do Rio Nera, localizado no distrito de Caraş-Severin.